# 文字史
文字的發展是漸進發展的，在文字發展出來之前，已有許多的原始文字出現，這些原始文字处于从无文字向有文字的过渡阶段，它们和文字最大的差別在於這些符號通常不用于记录比较完整的语言，而是類似有系統的溝通或幫助記憶的符號。中国发现的贾湖契刻符号就属于从无文字向有文字发展的一个阶段，它可能是世界上已知最早的原始文字之一。
现在普遍认为，用于记录比较完整的语言的“真正”的文字是前3500年左右的苏美尔人的楔形文字（旧译“丁头字”）。根據研究，這種最早的「文字」只是一種輔助記憶的工具，由簡化的線條構成，用以模擬所指的物體。如牛頭的線條表示牛，三角形內加一線表示女人，這些全是象形文字。隨着時間推移，象形文字不再只是代表它們所圖示的對象，而開始從上下文獲取更廣的含義。埃及的埃及象形文字较楔形文字稍晚（前3000年左右）出现。
世界上最早的字母文字是前1000年左右的腓尼基字母，源于埃及圣书体。从西方的观点来看，现在的拉丁字母、西里尔字母来源于希腊字母（中间经历了数个阶段），而后者直接来源于腓尼基字母。
中国的汉字则经历了由表意为主向意音兼顾的过渡。早期的汉字中表意的象形字较多，后来，用形旁加声旁的造字法创造的形声字不断增多。在商代甲骨文里，形声字的比例占到百分之二十以上。在《说文》小篆里，形声字占到百分之八十以上，在现代汉字中占到百分之九十以上。 （页面存档备份，存于）
文字的发展经历了“图画文字-表意文字-表音文字”这几个阶段。要注意的是，这几个阶段只是表现了各种不同文字出现的顺序及相互关系，并不等于后者就一定比前者优越。不同类型文字的优劣应该结合其所记录的语言的不同特征来判断，只有能够准确地记录相应语言的特征的文字才是优秀的文字。

## 原始文字
原始文字是处于从无文字向有文字过渡的产物，包括中国的贾湖契刻符号、半坡陶符等，欧洲的溫查契刻符號等。其中贾湖契刻符号的时间最早。

## 銅器時代的文字
大约从公元前3500年开始，世界上许多文明就开始发展书写系统。现在普遍认为前3500年左右的苏美尔人的楔形文字（一些人称为“丁头字”）是世界上最早的文字，在此之前，也存在不少类似文字的刻划符号。
在古埃及，早在公元前3400年，在阿比多斯，人们就开始使用完整的象形文字系统。
世界上最早的字母文字则是前1000年左右的腓尼基字母。
在中国，在数万片甲骨上发现了可追溯到公元前约1400至1200年的商代的甲骨文。
此外，在公元前3世纪，美洲出现了玛雅文字。从至少公元前2世纪开始，世界各地的人们在蜡板，树皮，叶子，牛皮纸，竹简上写字。 

## 周有光的文字史觀
依照周有光的意見：人类的文字史分为三个阶段：形意文字、意音文字和拼音文字。
- 形意文字
又称表意文字，是一种图形符号只代表语素，而不代表音节的文字系统。表意文字是文字萌芽时期的产物，是相当原始的，并不能用于记录语言，可以分为四个层次--刻符、岩画、文字画和图画字。
- 意音文字
是一种图形符号既代表语素，又代表音节的文字系统。
意音文字代表人类文字史走出原始时期，进入古典时期。
发展成熟而又代表高度文化的意音文字很少，只有西亚的丁头字、北非的圣书字和东亚的汉字。丁头字和圣书字早已废止使用，汉字是当今世界上唯一仍被广泛采用的意音文字。
- 拼音文字
又称字母文字，是继形意文字和意音文字之后人类文字史的第三个阶段。字母文字的发展又分为三个时期:
  - 音节字母时期
  - 辅音字母时期
  - 音素字母时期
音素字母时期还可以再分出「拉丁字母国际通用时期」。

周有光的观点有不少问题，例如世界上最早的字母腓尼基字母一开始就是辅音音素字母，并没有经历音节字母时期。
有學者批評這是一種以拼音文字為本位的思考，不同的書寫系統有不同的優缺點，不應以進化論的觀點強分為「進步」或「原始」。（实际上现代西方生物学界也不再认为生物是“进”化的。所谓“演化”只是指生物在时间长河中的缓慢变化，而没有进退之分。）
當然，周有光的這種文字史觀，是在特定的歷史條件下產生的。周所處的時代，正是東亞世界遭受西方文明壓迫的時代，人們普遍認為東方文明已經衰落，必須以西方文明為歸宿。不僅是周有光，當時一大批學者，比如黎錦熙、魯迅等人都覺得中國的古文化已經走到盡頭。
文化人類學家已經漸漸拋棄了過去的進化論史觀，人們正在采取一種新的看法來對待世界各國人民所創造的精神文明，其中，自然包括各國各民族的語言和文字。